# San Sebastiano (Guido Reni, Roma)
Il San Sebastiano è un dipinto olio su tela (128×98 cm) databile al 1615 circa eseguito da Guido Reni e conservato nei Musei Capitolini di Roma.
Secondo la critica il dipinto romano, di cui il soggetto noto in almeno altre due redazioni tutte a olio su tela e databili al 1615 circa, una 127×92 cm conservata nei Musei di Strada Nuova di palazzo Rosso a Genova e un'altra 134,3×91,4 cm custodita nel Rhode Island School of Design Museum of Art di Providence, è ritenuto essere il prototipo delle altre.

## Storia
Il dipinto oggi ai Capitolini di Roma è l'unico che possiede informazioni puntuali circa la sua provenienza e le vicende che lo hanno riguardato.
Viene citato con l'autografia del Reni per la prima volta nella collezione del cardinale Francesco Maria Del Monte, probabilmente il committente dell'opera. Alla morte del porporato nel 1628 la tela viene messa in vendita in un lotto di quattro pitture tra le quali vi erano la Buona Ventura e il San Giovanni Battista del Caravaggio (oggi anch'esse entrambe ai Musei Capitolini) e un Orfeo di Jacopo Bassano di cui si son perdute le tracce.
L'acquirente dell'intero blocco fu il cardinale Carlo Emanuele Pio di Savoia, presso la cui collezione rimase fino al 1750, quando poi la raccolta di famiglia fu venduta al museo del Campidoglio, compreso il San Sebastiano.

## Descrizione
Il dipinto mostra il santo legato all'albero dove ricevette il supplizio. La posa classicheggiante e statuaria della figura esprime tutto il concetto artistico del Reni, caratterizzato da forte spiritualità religiosa e da una accentuata idealizzazione dei personaggi ritratti, lontano dal naturalismo coevo che trovava affermazione nel movimento caravaggista. Così come in altre opere di quegli anni, come l'Atalanta e Ippomene, fa da sfondo alla scena un paesaggio naturale contornato sullo sfondo da piccole figure a malapena percettibili, tratteggiate con velocità dal pittore.
Lo sguardo rivolto verso l'alto di San Sebastiano diverrà elemento distintivo della pittura di Guido Reni, ancorché il Carlo Cesare Malvasia, biografo seicentesco del pittore bolognese, ne coglierà il pregio ricordando in un suo passo che «[...] [Guido Reni] più d'ogni altro similmente intese le teste guardanti all'insù, onde ottimamente seppe girarle [...]; onde non parrà iperbole ciò di che vantossi a tal proposito, dargli l'animo di far in cento modi diversi le teste cogli occhi alzati rivolti al Cielo.».

## Altre versioni
Il soggetto era particolarmente noto nel catalogo di Guido Reni, replicato più volte di cui le redazioni appaiono tutte di notevole qualità, escludendone l'intervento della bottega o di copisti postumi al pittore.
Una delle più celebri redazioni è quella di Genova, già in collezione Brignole dal Seicento, al 1717 catalogata di mano del Reni, poi donata da Maria Brignole Sale, duchessa di Galliera nonché ultima esponente del casato, ai musei di Genova nel 1874. Per lungo tempo questa redazione fu ritenuta essere il prototipo delle altre, tuttavia venne riconsiderata replica autografa di quella romana successivamente ai lavori di restauro che furono avviati su quest'ultima. Dagli stessi emerse infatti non solo la qualità eccelsa del dipinto in questione, ma anche il sigillo posto sul retro della tela capitolina riprendente lo stemma del Monte, il che certificava il pregio della collezione entro cui si trovava l'opera; questi fattori fecero rivalutare la versione romana e propendere la critica sull'idea che era quest'ultima la versione originale del dipinto.
Inoltre, la mancanza di fonti antiche in ordine alla commessa del quadro genovese e gli importanti lavori di restauro eseguiti nel terzo quarto del XX secolo che hanno rimosso parti di pittura aggiunte successivamente all'opera, riducendo persino la dimensione della tela dai 146×114 cm del tempo a quella attuale, hanno determinato anche una spaccatura da parte della critica circa la forbice temporale di esecuzione del quadro genovese, ritenendo alcuni di questi che l'opera fosse databile comunque intorno al 1615-1616 (continuando a considerarla comunque quale prima versione del soggetto), mentre secondo altri addirittura al quarto decennio del Seicento (1630-1639), portando la stessa a essere quindi una ripresa del modello capitolino eseguita a distanza di tempo dal Reni.

Altre versioni di questo soggetto con notevoli varianti, tra cui il busto ruotato su di un lato, le braccia legate dietro la schiena anziché sopra la testa e la non centralità della figura del santo rispetto alla scena, furono eseguite dal Reni nello stesso giro di anni e sono oggi esposte una (già in collezione di Giulio Mazzarino e poi in quella di Luigi XIV) al Louvre di Parigi, una (già in collezione di Isabella Farnese nel 1746) al Prado di Madrid, una al Dulwich Picture Gallery di Londra e un'altra (già in collezione del duca di Hamilton) all'Art Gallery di Auckland.

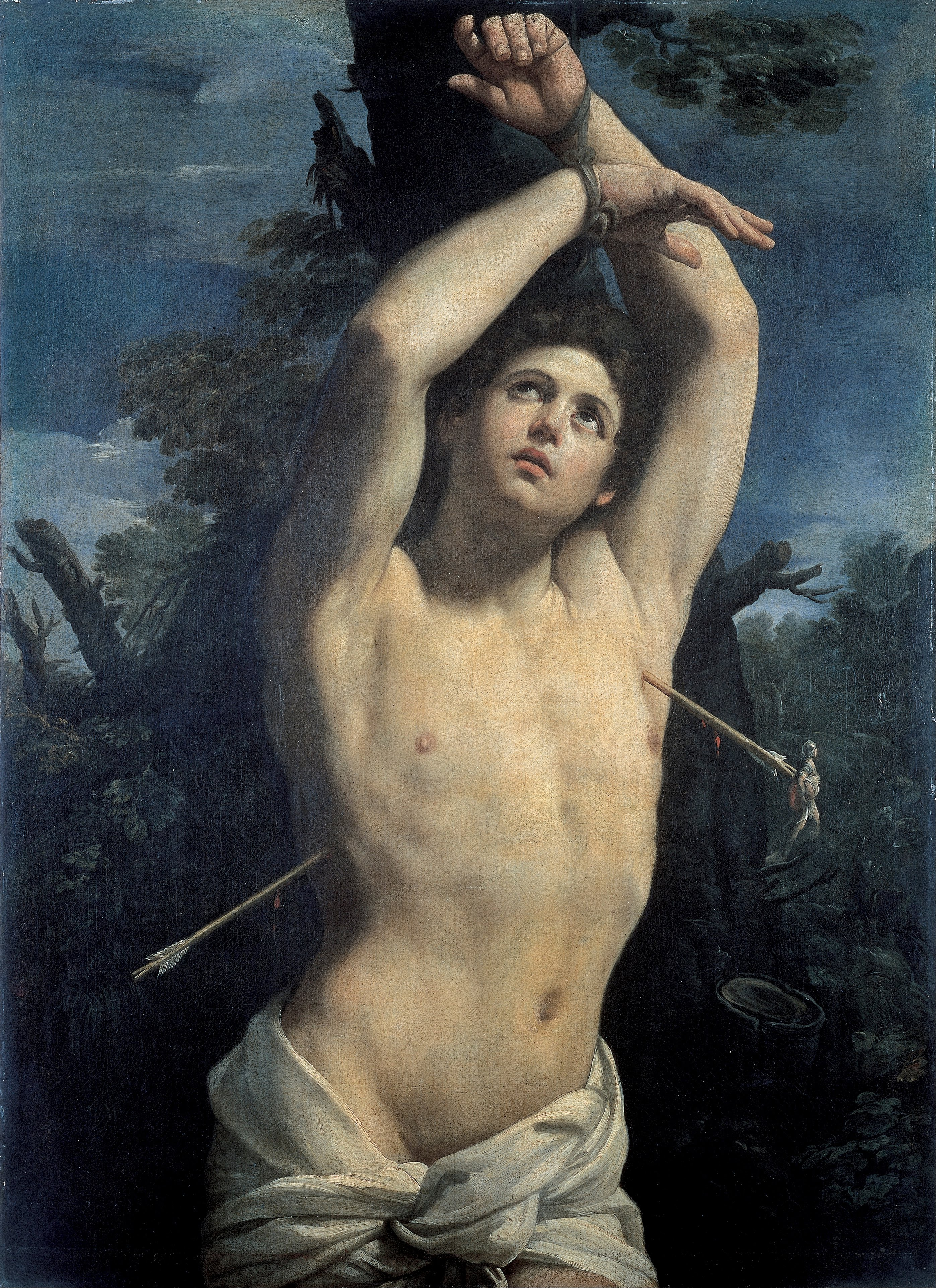
La versione di palazzo Rosso a Genova
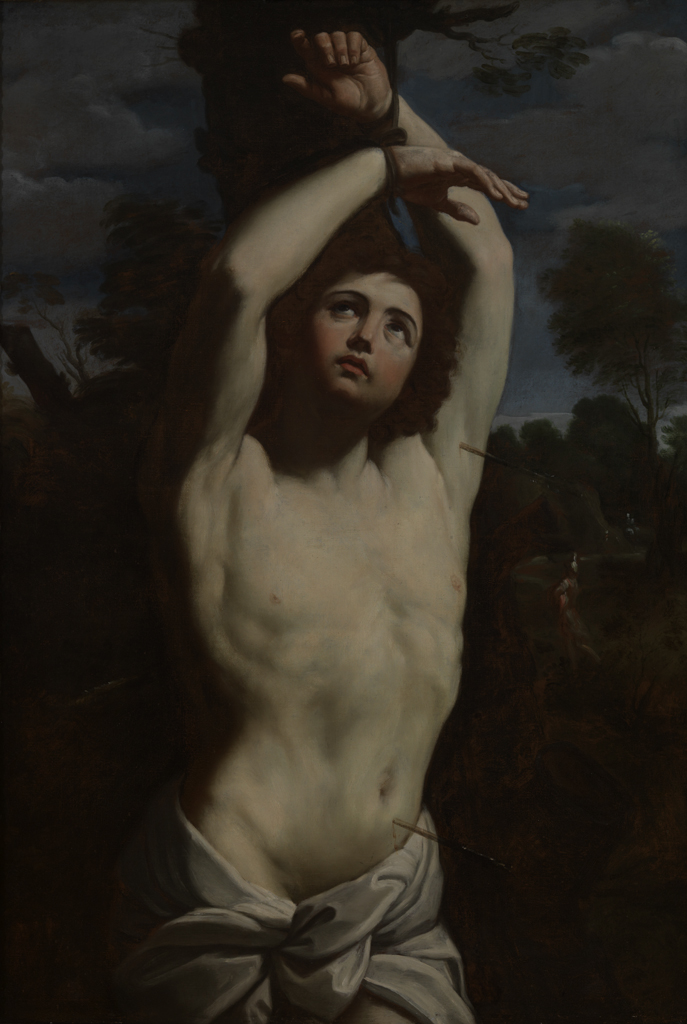
La versione di Providence al Rhode Island School of Design Museum of Art
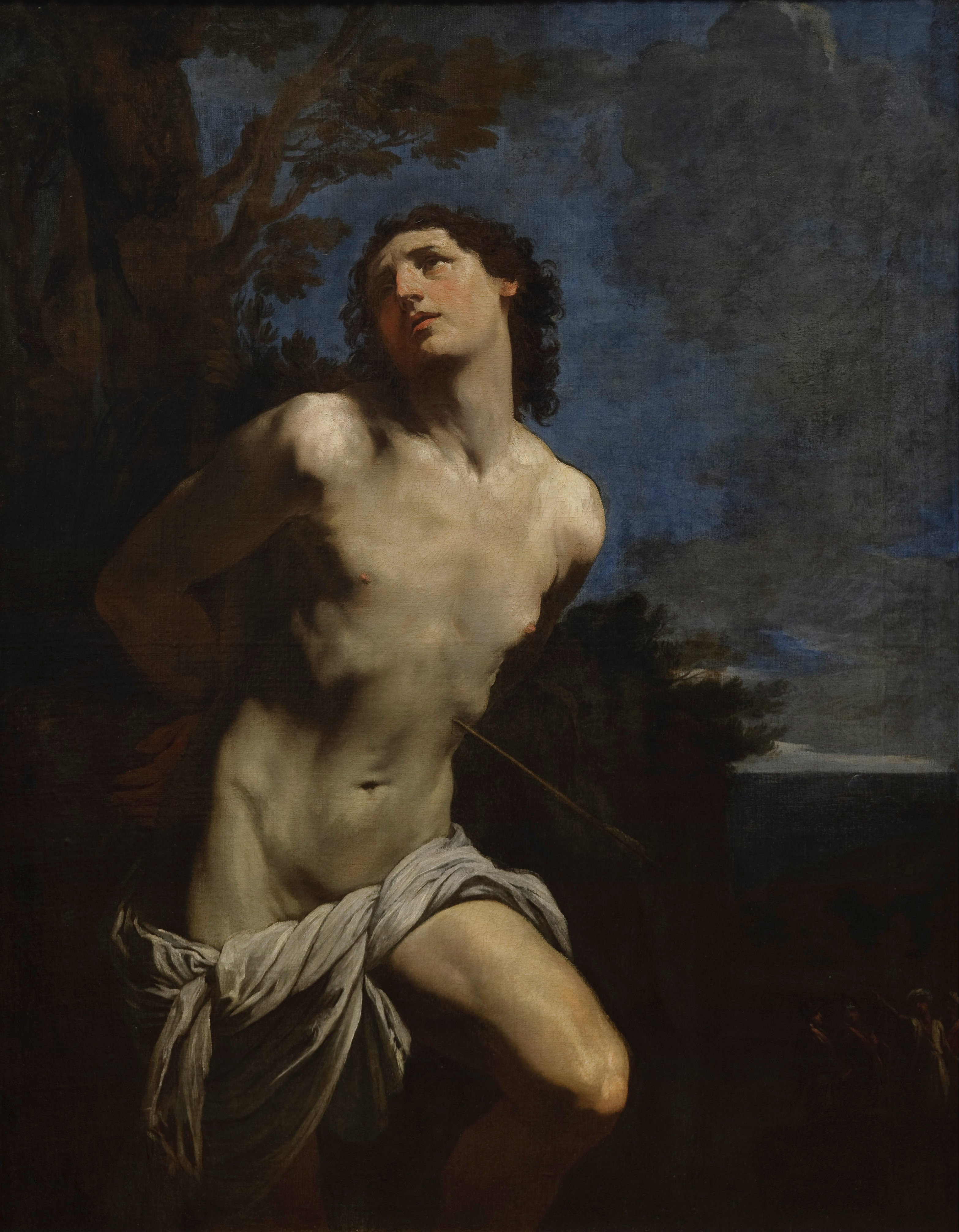
La versione di Auckland
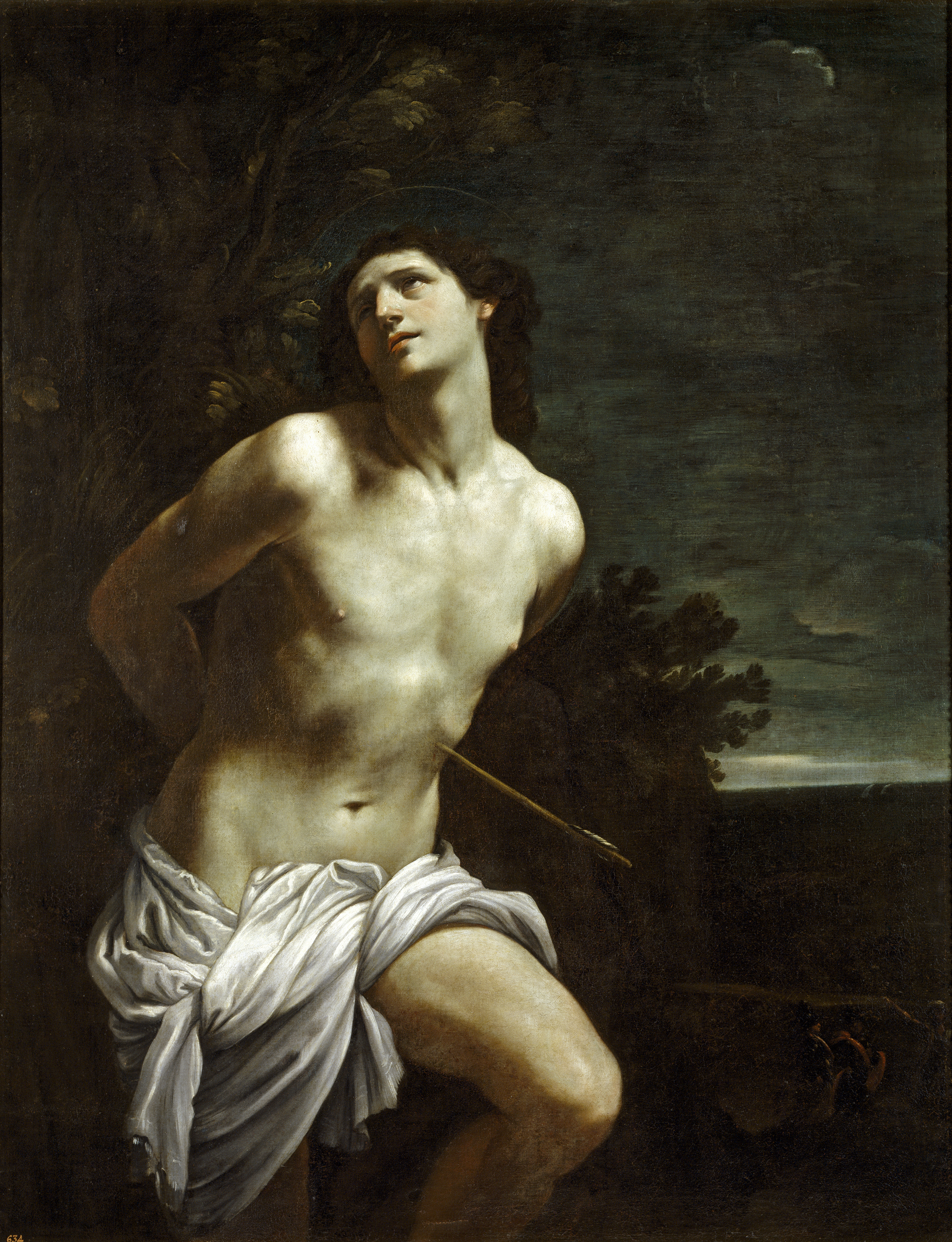
La versione del Prado di Madrid
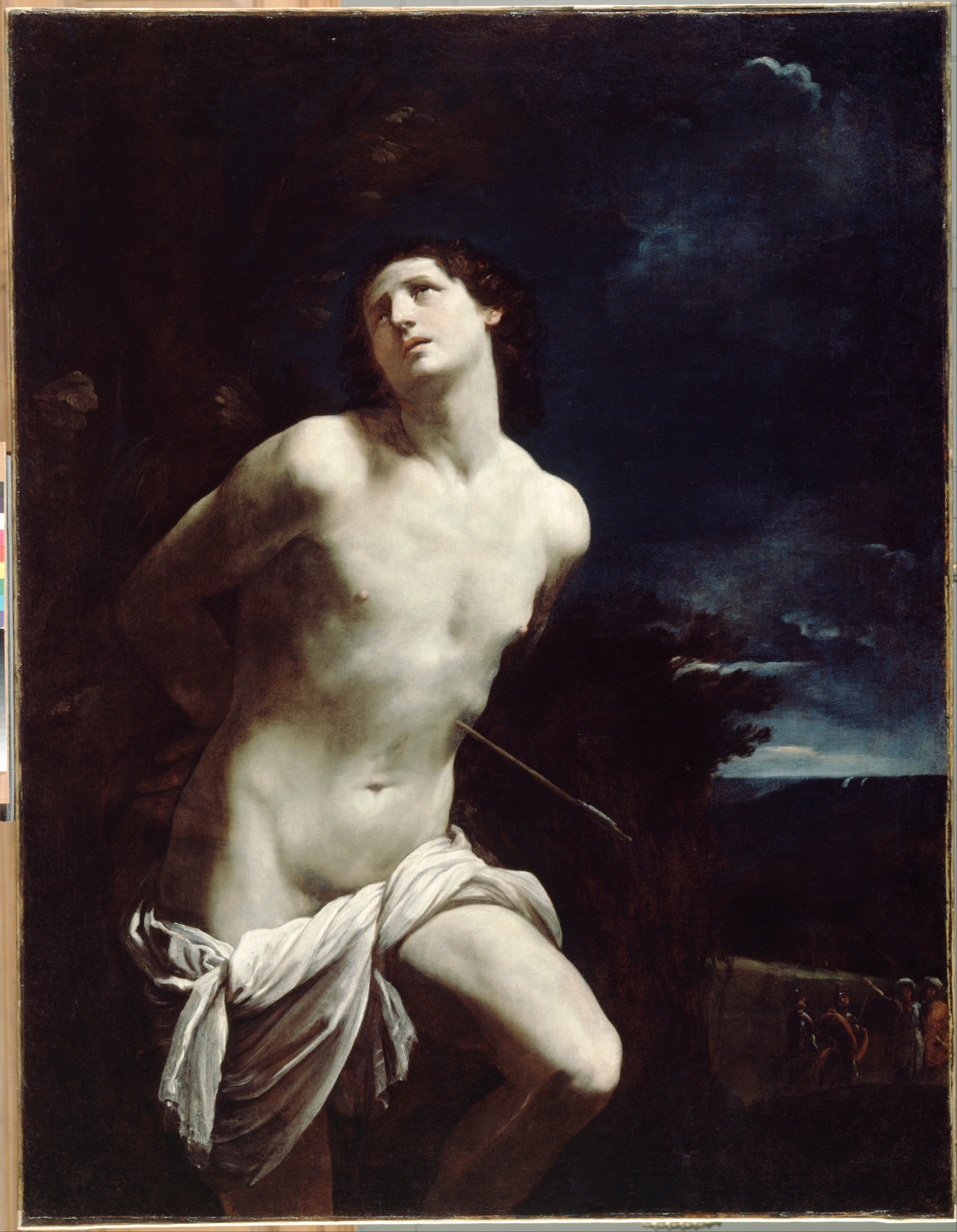
La versione di Londra